# 黃宇琳
黃宇琳（1978年1月5日—），表演藝術工作者。復興劇校國劇科第24屆宇字輩（現為國立臺灣戲曲學院），中國文化大學中國戲劇系畢業，工花衫。師承兩岸名師，能戲頗多。戲校時期，便已展露頭角，1996年以《活捉》踩著硬蹺走魂步，在兩岸五戲校藍島盃新苗獎大賽中獲得一等獎。文化大學一年級時，與曹復永、吳興國等前輩大師共同主演《羅生門》。開始有「臺灣京劇小天后」之稱。
2000年因參演屏風表演班《京戲啟示錄》而接觸現代劇場表演，受益於劇場大師李國修。2010年拜臺灣一代青衣祭酒顧正秋大師為師，得其親授《鳳還巢》、《貴妃醉酒》，開始接觸唱功戲。又向花旦演員張正芬學習《雙姣奇緣》。2013年赴北京，與花旦大師劉長瑜請益《春草闖堂》，不斷精進表演。曾獲中國文藝協會第51屆文藝獎章國劇表演獎。2014年以《知己》獲得「傳藝金曲獎最佳新秀獎」。
近年來將表演觸角延伸至影視、歌仔戲、相聲曲藝等不同領域，演出《紫色大稻埕》、《千年》、《木蘭》、《當迷霧漸散》、《光華之君》、《崔氏》等作品，累積並探索各種表演面貌。於此同時，也積極投入旦角身段與戲曲表演指導工作，透過教學相長的經歷與實踐分享，盼以對表演有更多思考和回饋。2022年加入國光劇團，推出壓箱底《癡夢》、《活捉》，向傳統致敬。並陸續舞臺實踐多齣傳統青衣、花旦、花衫戲。現為國光劇團一等旦行演員。

## 師承
- 臺灣：白明鶯老師、王鳳雲老師、趙復芬老師、李中芳老師、郭錦華老師、顧正秋老師

- 大陸：葉芳老師、崔榮英老師、佟熙英老師、李喜鴻老師、李文敏老師、劉秀榮老師、蔡英蓮老師、孫明珠老師、王英姿老師、陸儀萍老師、劉長瑜老師

## 教學及指導經歷
- 1997-1998 國立復興劇校京劇科基本功訓練兼任老師
- 1998-2000 救國團主辦大專青年暑期自強活動之國劇研習營指導助教及歌仔戲研習營身段動作指導老師
- 2002 永和社區大學戲曲社專題講師
- 2007 板橋真善美舞蹈社身段表演老師
- 2007 私立中國文化大學中國戲劇系畢製《鳶家路窄》身段指導
- 2007 國立台灣戲曲學院京劇科分科身段兼任老師
- 2010 果陀製作國片電影《走出五月》京劇身段指導
- 2010 國片電影《花漾》身段指導
- 2015 國片電影《終極舞班》女主角京劇身段指導
- 2015 王小棣Q place表演學堂第一屆傳統戲曲表演課堂老師
- 2015 非常林奕華《紅樓夢What is sex？》身段指導
- 2015 王小棣Q place表演學堂第二屆傳統戲曲表演課堂老師
- 2016 一心戲劇團《青絲劍》旦角身段指導
- 2017-2019 高雄文化局少年歌仔培訓計劃《少年靈界偵查組》表演身段指導
- 2018 春美歌劇團《聶彩霞的心》旦角身段指導
- 2018-2019 春美歌劇團 駐團指導
- 2019-2021 當代傳奇劇場《傳統戲曲人才駐團演訓計畫-育成聯合展演》藝生導師
- 2019 春美歌劇團《兵臨城下》、《甲你攬牢牢》旦角身段指導
- 2019 金枝演社《戰祭1884》身段指導
- 2020 春美歌劇團《傳統戲曲人才駐團演訓計畫-育成聯合展演》藝生導師
- 2021 春美歌劇團X金枝演社《雨中戲臺》身段指導
- 2021 Studio Q表演教室【專題課程 京劇基礎入門】
- 2021— 臺灣戲曲學院京劇學系 學院部兼任教師
- 2021 國光劇團【國光劇場：鬼瘋】《活捉》指導老師
- 2022 臺灣豫劇團《金蓮纏夢》蹺功身段指導
- 2022 【2022承功·新秀舞臺】國光劇團《活捉》指導老師
- 2023 春美歌劇團《最後之舞》表演身段指導
- 2023 臺灣戲曲學院京劇學系畢業展演【翩若京鴻】《辛安驛》《掛畫》指導老師
- 2024 春美歌劇團《桃花謎》身段及表演指導

## 代表作品
黃宇琳做表精緻細膩，極擅長人物塑造。傳統京劇方面，在固定的表演程式之中，往往能巧妙融入自身詮釋體會，為劇中人物注入當代的靈魂。擅演《活捉》、《掛畫》、《辛安驛》、《桃花村》、《失子驚瘋》、《昭君出塞》、《春草闖堂》、《癡夢》等戲。其中又以《活捉》最具代表。1996年即以《活捉・行路》獲得北京兩岸五校藍島盃新苗獎大賽一等獎。2003年，時任職台北新劇團，與國光劇團丑角演員陳清河合作，揉合前輩名家《活捉》精華，創排出享譽兩岸的《活捉》版本。其蹺功有「獨步海峽兩岸」之美譽。
新編戲方面，1998年和吳興國、曹復永兩位大師合作演出《羅生門》。開始有「臺灣京劇小天后」的稱號。台北新劇團時期，以《知己》一劇，成為第一位獲頒傳藝金曲獎「最佳個人表演新秀獎」的演員。2021年演出《狐仙》女狐一角，深獲觀眾喜愛，連演不綴。
2016年首次演出電視劇，在《紫色大稻埕》一劇中，以婉華一角入圍電視金鐘獎戲劇節目新進演員獎。
2018年第一次挑戰歌仔戲，與一心戲劇團合作《千年》，獲觀眾、劇評人與專家學者一致盛讚。隔年憑藉此劇入圍傳藝金曲獎最佳演員獎。2019年，再與一心合作、參與第二屆臺灣戲曲藝術節旗艦製作《當迷霧漸散》，劇中分飾三角，京劇、歌仔戲、音樂劇多面向呈現一位全能旦角豐沛的舞臺能量。2020年受唐美雲歌仔戲團之邀，演出《光華之君》藤夫人一角。首演即轟動，隔年巡迴臺中、高雄。

## 導演作品
- 2018  春美歌劇團《咫尺天涯》
- 2020  春美歌劇團《陽關雪》
- 2025  春美歌劇團《忘川遙》

## 得獎經歷
- 1993 第一屆復興劇藝金獎大賽，以《斷橋》獲第三名。
- 1995 第三屆復興劇藝金獎大賽，以《活捉》獲第一名。
- 1996 北京兩岸五校藍島盃新苗獎大賽，以《活捉》獲一等獎。
- 2005 中央電視台第五屆京劇青年大賽花旦組熒屏獎《活捉》《辛安驛》。
- 2010 中國文藝協會第五十一屆文藝獎章國劇表演獎。
- 2013 第二屆北京青年京劇擂台賽新星獎《春草闖堂》。
- 2013 獲頒北京京劇院榮譽演員
- 2014 第25屆傳藝金曲獎「最佳個人表演新秀獎」《知己》。

## 入圍經歷
- 2016  第51屆金鐘獎-戲劇節目 「新進演員獎」《紫色大稻埕》。
- 2018  第29屆傳藝金曲獎-戲曲表演類「年度最佳演員獎」《栢優群伶之楊瑞宇演活扈三娘、黃宇琳做癡夢一場》
- 2019  第30屆傳藝金曲獎-最佳傳統藝術影音出版獎《咫尺天涯》
- 2020  第31屆傳藝金曲獎-戲曲表演類「最佳演員獎」《千年》
- 2024  第35屆傳藝金曲獎-戲曲表演類「最佳演員獎」《活捉》

## 早期京劇演出作品

### 新編戲曲
- 1998戲曲傳承編導班《魯齋郎》
- 1998國立復興國劇團(現為臺灣崑劇團)《羅生門》
- 1998兩岸六校少兒京劇聯演《四郎探母》、《香羅帕》、《活捉》、《掛畫》
- 1998辜公亮文教基金會《曹操與楊修》

### 台北新劇團 1998-2015
- 台北戲棚：《秋江》、《盜草》、《掛畫》、《白蛇傳》、《盤絲洞》、《李慧娘》、《降龍記》、《梁紅玉》

- 新老戲：《活捉》、《醉酒》、《癡夢》、《寫狀》、《飛飛飛》、《拾玉鐲》、《櫃中緣》、《辛安驛》、《花田錯》、《鳳還巢》、《慶頂珠》《十五貫》、《一捧雪》《趙匡胤》、《四郎探母》、《雙姣奇緣》、《春草闖堂》、《紅鬃烈馬》、《牛皋招親》、《失子驚瘋》、《昭君出塞》、《霸王別姬》、《楊門女將》、《試妻大劈棺》、《孫臏與龐涓》、《斷密澗風雲》

- 新編京劇：《弄臣》、《原野》、《知己》、《雲羅山》、《巴山秀才》、《樂璇上海》、《仙姑廟傳奇》、《舞與武之秋江》、《胭脂虎與獅子狗》、《白雪公主與七矮人》

## 栢優座
- 2008《孫悟空大戰鐵扇公主》
- 2009《水滸‧誰唬》
- 2009《孫悟空大戰鐵扇公主》
- 2010《拾玉鐲》、《大表花名》
- 2011《孫悟空大戰鐵扇公主》
- 2011《栢優群伶之我愛黃宇琳》
- 2011《京劇小學堂》
- 2011《大表花名》
- 2013 小劇場大夢想《獨‧角‧戲-吉嶽切》
- 2014 大稻埕青藝節《狹義驚懼》
- 2014 小劇場大夢想《逝‧父師-希矣切》
- 2015 大稻埕青藝節《後台真煩-看》
- 2015 牯嶺街小劇場為你朗讀《武松打店》
- 2015 回桃看藝術節《JUST POYOU ! 狹義前傳重裝戶外之Show me what you got !》
- 2016 回桃看藝術節《耳朵眼睛手》
- 2016 大稻埕青藝節《惡虎青年Z》
- 2016 日本利賀亞洲導演戲劇節《椅子》
- 2017《大表花名》
- 2017 創意競演《畢方之國》
- 2017 大稻埕青藝節《降妖者齊天》
- 2017《獨‧角‧戲-吉嶽切》
- 2017 雲門劇場《栢優群伶之黃宇琳做癡夢一場》、《惡虎青年Z》
- 2018 大稻埕青藝節《行動代號：莫須有》
- 2018 雲門劇場《栢優群伶之失子驚瘋》、《刺客列傳-荊軻》
- 2018 衛武營《入厝，請來逗熱鬧》
- 2019 新點子實驗劇場《大年初一前晚的那頓飯》
- 2020 衛武營《大年初一前晚的那頓飯》

## 國光劇團
- 2009【鬼・瘋】《活捉》臺北城市舞台／飾演 閻惜姣
- 2011《春草闖堂》國家戲劇院／飾演 春草
- 2012《百花公主》臺北新舞臺／飾演 百花公主
- 2013【小丑報到】《活捉》臺北市中山堂／飾演 閻惜姣
- 2013《王魁負桂英》臺北城市舞台／飾演 焦桂英
- 2014【紅樓夢中人】《探春》國家戲劇院／飾演 賈探春
- 2019《快雪時晴-菁英版》臺中國家歌劇院 大劇院／飾演 大地之母、裘母
- 2019《夢紅樓・乾隆與和珅》國家戲劇院／飾演 王熙鳳
- 2021《狐仙》臺灣戲曲中心 大表演廳／飾演 女狐
- 2021《快雪時晴-菁英．起手式》高雄衛武營 歌劇院／飾演 大地之母、裘母
- 2022「團慶公演－眾星雲集、經典傳承」【黃宇琳專場】《癡夢》《活捉》臺灣戲曲中心 大表演廳／飾演 崔氏、閻惜姣
- 2022《優伶天子》國家戲劇院／飾演 韶華
- 2022【經典．名角】 新版《西廂記》臺灣戲曲中心 大表演廳／飾演 紅娘
- 2023 《狐仙》臺中國家歌劇院 大劇院／飾演 女狐
- 2023 《狐仙》高雄衛武營 歌劇院／飾演 女狐
- 2023【誰是英雄？】《百花公主》臺灣戲曲中心 大表演廳／飾演 百花公主
- 2023【團慶公演－鳳姐與二尤】《尤三姐》臺灣戲曲中心 大表演廳／飾演 尤三
- 2023【團慶公演－鳳姐與二尤】《王熙鳳大鬧寧國府》臺灣戲曲中心 大表演廳／飾演 秋桐
- 2023【魔幻雙齣：陰陽雙照】《活捉》臺北表演藝術中心 藍盒子／飾演 閻惜姣
- 2023【魔幻雙齣：陰陽雙照】《活捉》臺中國家歌劇院 中劇院／飾演 閻惜姣
- 2023【歲末公演】《四郎探母・盜令、回令》臺灣戲曲中心 大表演廳／飾演 蕭太后
- 2024【永恆時尚：春分】《貴妃醉酒》／飾演 楊玉環
- 2024《狐仙：無盡之愛》臺灣戲曲中心 大表演廳／飾演 女狐
- 2024《王熙鳳大鬧寧國府》高雄衛武營 歌劇院／飾演 秋桐
- 2024【團慶公演-永恆時尚：夏至】「潘巧雲 石秀 扈家莊」《翠屏山》臺灣戲曲中心 大表演廳／飾演 潘巧雲
- 2024《天地一秀才——閻羅夢》臺灣戲曲中心 大表演廳／飾演 呂皇后、伏皇后
- 2024《天地一秀才——閻羅夢》新竹大湳雅公園／飾演 呂后
- 2024《三個人兒兩盞燈》臺中國家歌劇院 中劇院／飾演 廣芝
- 2024【國光30．序曲】《三個人兒兩盞燈》臺灣戲曲中心 大表演廳／飾演 廣芝
- 2025【國光30．啟動-永恆時尚：春分】《金玉奴棒打薄情郎》臺灣戲曲中心 大表演廳／飾演 金玉奴
- 2025【國光劇團✕翃舞製作】《精衛》臺灣戲曲中心 大表演廳／飾演 精衛鳥、陳璧君
- 2025【國光30．而立-永恆時尚：秋分】《求騙記》臺灣戲曲中心 大表演廳／飾演 金妻
- 2025《夢紅樓・乾隆與和珅》國家戲劇院／飾演 王熙鳳
- 2025《夢紅樓・乾隆與和珅》臺中國家歌劇院／飾演 王熙鳳

## 其他劇場作品
- 2000 屏風表演班《京戲啟示錄》經典版
- 2006 北藝大戲研所《先生，開個門》
- 2007 屏風表演班《京戲啟示錄》典藏版
- 2008 臺灣崑劇團《遊園》
- 2008 春禾劇團《梁山伯與祝英台》
- 2008 二分之一Q劇團實驗崑曲《半世英雄-李陵》
- 2009 香港進念二十面體【錄鬼簿】
- 2009 春禾劇團《梁山伯與祝英台》
- 2009 2009年中秋戲曲晚會《花田錯[3]》選段
- 2010年中秋戲曲晚會《春草闖堂[4]》選段
- 2011 屏風表演班《京戲啟示錄》傳承版
- 2013 王小棣《丈夫的一千零一夜》[5]
- 2015 第一屆全球泛華青年劇本創作競賽之讀劇藝術節《拳難‧拳難》
- 2016 第二屆回桃看宇宙藝術節-陳家聲工作室劇團《宇宙之聲》
- 2016 春河劇團《我妻我母我丈母娘》
- 2016 第17屆台北兒童藝術節-臺灣戲曲學院《巨人的腳印》
- 2016 第27屆傳藝金曲獎 頒獎典禮 海馬樂團《嬉遊京聲》
- 2016 韓國全州國際清唱藝術節-栢優座x海馬樂團x泰武古謠傳唱《嬉遊京聲》
- 2016 台北劇場實驗室《女子比屈歌舞秀 BITCH Cabaret》
- 2017 明華園戲劇總團《愛的波麗路》
- 2017 兩廳院NT Reopen《走過，許多時間》
- 2017 TIMF臺灣國際音樂節/傳統之翼-越境之聲《琳愛特blue》
- 2017 主持第15屆台新藝術獎 頒獎典禮
- 2017 女節「鬧」之章《起承轉合的板式搖》
- 2017 春河劇團《我妻我母我丈母娘》
- 2017 臺灣崑劇團-試妻與獻妻之《蝴蝶夢》
- 2018 拾念劇集-TIFA超神話二部曲《蓬萊》
- 2018 台灣戲曲學院-劇場藝術學系《深夜獨立書店》[6]
- 2018 一心戲劇團《千年》
- 2018 吳兆南相聲劇藝社《相聲啟示錄》
- 2019 一心戲劇團《當迷霧漸散》
- 2019 朱宗慶打擊劇場-陸巡《木蘭》
- 2019 一心戲劇團《千年》
- 2019 臺灣崑劇團《紅樓·夢崑曲》（瑤臺、密誓）
- 2019 聯合國教科文組織人類非物質文化遺產-韓國首爾
- 2019 吳兆南相聲劇藝社《師出吳名》
- 2020 灣聲樂團《臺灣的聲音-2020新年音樂會》
- 2020 王大閎建築劇場ｘ葉名樺《牆後的院宅-遊院》
- 2020 王大閎建築劇場ｘ葉名樺《牆後的院宅-過日子》
- 2020 趨勢教育基金會【藝情放輕鬆：陸豪說演戲曲】《遊龍戲鳳》
- 2020 唐美雲歌劇團《光華之君》
- 2020 吳兆南相聲劇藝社《師出吳名》
- 2021 本事劇團《崔氏》[7]
- 2021 唐美雲歌劇團《光華之君》
- 2021 台北市立國樂團《TCO閃亮亮系列-誰比我流行 經典流行天后傳唱》
- 2021-2022 朱宗慶打擊樂團-2022擊樂劇場《木蘭》
- 2022 高雄市國樂團-戲弦曲 II《三聲三調》
- 2023 朱宗慶打擊樂團-2023擊樂劇場《木蘭》
- 2023 屏風表演班 李國修紀念作品《京戲啟示錄》（創拓版）
- 2023 春河劇團《我妻我母我丈母娘》
- 2024 臺灣燈會《1624：歌仔音樂劇》
- 2024 第35屆傳統藝術金曲獎 頒獎典禮《日日》
- 2024 高雄市立國樂團《英雄策》
- 2024 趨勢經典文學劇場《如夢令——李清照與趙明誠》
- 2025 聚思製造端《白兔紅兔》

## 影視作品
- 廣告：

1. 2019《Surface Pro 6 故宮精品聯名盒》
2. 2012《Sony RX1全片幅隨身相機》 （页面存档备份，存于）

- M V：五月天-最重要的小事
- 聲音：

1. 蕭煌奇-春花夢露(春花演唱者)
2. 《閻鐵花》漫畫京腔配音

- 短片：

1. 2025《百花公主》飾演 吳思幗

- 電影：

1. 2011《走出五月 》飾演 董小滿(年輕時五月)
2. 2014《大稻埕》飾演 舞台劇演員
3. 2016《終極舞班[8]》飾演 羽辰母親
4. 2017《順雲》飾演 京劇演員

- 電視劇：

1. 2016《紫色大稻埕[9]》飾演 婉華姐
2. 2018《雙城故事》飾演 黃宇琳
3. 2018《宅急變》飾演 劉智偉學校老師

## 酷雲劇場
2020首播
- 07/12-07/19《打金磚》／飾演 郭妃
- 08/02-08/09《曹操與楊修》／飾演 鹿鳴女
- 09/06-09/13《陸文龍》／飾演 陸妻
- 10/04-10/11《瑜亮鬥智》／飾演 小喬
- 10/11-10/18《舞與武》／飾演 陳妙常
- 10/18-10/25《珠簾寨》／飾演 二皇娘
- 11/08-11/15《試妻大劈棺》／飾演 小寡婦
- 11/15-11/22《慶頂珠》／飾演 蕭桂英
- 11/22-11/29《孫安進京》／飾演 黃氏
- 12/13-12/20《十五貫》／飾演 蘇玉娟

2021首播
- 03/14-03/21《櫃中緣》／飾演 玉蓮
- 03/21-03/28《巴山秀才》／飾演 霓裳
- 04/04-04/11 新編兒童京劇《白雪公主與七矮人》／飾演 白雪公主
- 04/11-04/18《大英節烈》／飾演 關鳳英
- 04/18-04/25《伍子胥》／飾演 孟贏
- 06/13-06/20《貴妃醉酒》／飾演 楊貴妃
- 07/04-07/11《辛安驛》／飾演 周鳳英
- 07/11-07/18《牛皋招親》／飾演 戚賽玉
- 07/18-07/25《鳳還巢》／飾演 程雪娥
- 09/12-09/19《春草闖堂》／飾演 春草
- 09/19-09/26《樂璇上海》／演唱
- 09/26-10/02《平貴別窯.武家坡》／飾演 王寶釧
- 10/03-10/10《孫臏與龐涓》／飾演 蘭香
- 10/10-10/17《原野》／飾演 金子
- 11/28-12/05《雲羅山》／飾演 白妻

## 獎項紀錄
| 年份   | 作品                                             | 典禮             | 獎項                         | 結果 |
| ------ | ------------------------------------------------ | ---------------- | ---------------------------- | ---- |
| 2014年 | 《李寶春大型新編京劇「知己」》                   | 第25屆傳藝金曲獎 | 戲曲表演類最佳個人表演新秀獎 | 獲獎 |
| 2016年 | 《紫色大稻埕》                                   | 第51屆金鐘獎     | 戲劇節目新進演員獎           | 提名 |
| 2018年 | 《栢優群伶之楊瑞宇演活扈三娘、黃宇琳做癡夢一場》 | 第29屆傳藝金曲獎 | 戲曲表演類年度最佳演員獎     | 提名 |
| 2020年 | 《千年》                                         | 第31屆傳藝金曲獎 | 戲曲表演類最佳演員獎         | 提名 |
| 2024年 | 《活捉》                                         | 第35屆傳藝金曲獎 | 戲曲表演類最佳演員獎         | 提名 |

## 外部連結
- 黃宇琳臉書粉絲專頁 （页面存档备份，存于）
- 腐乳團_專屬妳的小宇點-Instagram （页面存档备份，存于）